# 이나정 (이바라키현)
이나정(伊奈町)은 이바라키현 쓰쿠바군에 설치되었던 정이다. 현재의 쓰쿠바미라이시에 해당한다.
2006년 3월 27일에 이나 시는 쓰쿠바군 야와라촌과 합병해 쓰쿠바미라이시가 되었다.

## 역사
- 1889년 4월 1일：시정촌 제도 시행으로 미시마촌, 야이타촌, 도요촌, 오바리촌, 이타하시촌, 구가촌이 성립하였다.
- 1954년 7월 1일 - 미시마촌, 야이타촌, 도요촌과 합병해 이나촌, 오바리촌이 성립하였다.
- 1955년 2월 21일 - 이나촌과 구기촌의 일부를 편입하였다.
- 1985년 4월 1일 - 정으로 승격하였다.
- 2006년 3월 27일 - 야와라촌과 합병해 쓰쿠바미라이시가 시로 승격해 성립하였다.